# Oratorio di Santa Croce (Orosei)
L'oratorio di Santa Croce è un edificio religioso situato ad Orosei, centro abitato della Sardegna centro-orientale.
Edificato nel XVII secolo, è consacrato al culto cattolico e fa parte della parrocchia di San Giacomo Maggiore, diocesi di Nuoro.